# زاخیت
زاخیت (به لاتین: Zakhit) یک منطقهٔ مسکونی در روسیه است که در داغستان واقع شده‌است.